# Ágios Stéfanos (Attique)
Pour les articles homonymes, voir Ágios Stéfanos.
Ágios Stéfanos, en grec moderne : Άγιος Στέφανος, anciennement connu sous le nom de Bogiáti (Μπογιάτι), est une agglomération du dème de Diónysos en Attique de l'Est, au nord d'Athènes, en Grèce. Elle est le chef lieu du dème.
Selon le recensement de 2011, sa population  s'élève à 9 892 habitants.